# Clemens Brodkorb
Clemens Brodkorb (* 1966) ist ein deutscher römisch-katholischer Kirchenhistoriker.

## Leben
Der gelernte Elektromonteur erwarb am Norbertinum das Abitur. Er begann 1987 in Erfurt mit dem Theologiestudium, das er 1990 in Rom fortsetzte. Dort blieb er zehn Jahre und arbeitete als Archivar in der Ordenszentrale der Salvatorianer. Im Jahr 2000 promovierte er an der Universität Würzburg. Er ist Leiter des Archivs der Zentraleuropäischen Provinz der Jesuiten in München und Herausgeber des Jahrbuches für mitteldeutsche Kirchen- und Ordensgeschichte.

## Schriften (Auswahl)
- Bruder und Gefährte in der Bedrängnis – Hugo Aufderbeck als Seelsorgeamtsleiter in Magdeburg. Zur pastoralen Grundlegung einer „Kirche in der SBZ/DDR“. Paderborn 2002, ISBN 3-89710-111-4.
- mit Franz Xaver Bischof und Christoph Kentrup: 90 Jahre Exerzitienhaus Schloss Fürstenried. München 2015, ISBN 978-3-00-050549-2.
- mit Niccolo Steiner: Augustin Bea SJ 1881–1968. Der Jesuitenkardinal im Spiegel des Provinzarchivs. München 2016, ISBN 978-3-00-054801-7.
- mit Niccolo Steiner: Hugo Rahner SJ 1900–1968. Der „andere Rahner“ im Spiegel des Provinzarchivs. München 2020, ISBN 3-00-065403-8.